# Radoszyn (Nysa)
Radoszyn (niem. Friedrichstadt) – część miasta Nysa, nieoficjalnie określane jako dzielnica. Dawniej miasto, uzyskał lokację miejską w 1741 roku, zdegradowany w 1810 roku.
W 1741 roku wojska pruskie zajęły Nysę. Król pruski Fryderyk II postanowił rozbudować twierdzę w Nysie, postanowiono utworzyć fortyfikacje na pagórkach w pobliżu Nysy na lewym brzegu Nysy Kłodzkiej (forty górne). Między fortami a rzeką utworzono miasto dla obsługi fortów, oficerów i ich rodzin, nadając mu nazwę Friedrichstadt, obecnie Radoszyn.